# JLA: Torre de Babel
Torre de Babel es una historia de cómic del año 2000 que se publicó en la serie mensual de DC Comics JLA #43-46. Fue escrita por Mark Waid.

## Resumen
Torre de Babel trata la traición percibida de Batman hacia la comunidad de superhéroes por mantener registros sobre las fortalezas y debilidades de sus aliados en la JLA, incluyendo planes para neutralizar a sus aliados en una lucha. Sus archivos son robados por el ecoterrorista Ra's al Ghul, que los utiliza para derrotar a la Liga a través de un ataque coordinado para evitar que interfieran con su último proyecto, la reducción de la población mundial hasta que sea mantenible por él.
La mayor parte de la Liga está temporalmente derrotada a principios de la historia:
- Detective Marciano es cubierto con nanorrobots que convierten la capa exterior de su piel en magnesio, lo que le hace arder en llamas (el fuego era su mayor debilidad) por exposición al aire. Más tarde sobrevive con el uso de un traje hermético lleno de agua proporcionado por Aquaman y entonces espera hasta que puede renovar suficientes células de la piel para funcionar normalmente (algo que el diseñador de la trampa, Batman, ignoró porque no esperaba que J'onn sobreviviese tanto tiempo).
- Aquaman se vuelve acuafóbico debido a una forma alterada de la toxina del miedo de El Espantapájaros. Sin agua, moriría en cuestión de horas. Detective Marciano usa su telepatía para generar una ilusión de él en un desierto cuando en realidad lo están hidratando en un tanque lleno de agua, aunque se ve obligado a ayudar más directamente a Aquaman a superar los efectos de la toxina cuando recupera la consciencia en el tanque antes de que el efecto de la toxina pase.
- Plastic Man es congelado, y luego hecho añicos con un martillo por uno de los secuaces de Ra's al Ghul. Después, Flash reensambla los trozos, lo que permite a Plastic Man recuperarse.
- Linterna Verde se vuelve ciego por su propio anillo de poder debido a una sugestión post-hipnótica inducida durante la fase REM y la colocación del anillo en su dedo mientras dormía. Como artista, Kyle no puede funcionar sin su visión para dirigir el poder del anillo, pero es capaz de superar la sugestión post-hipnótica después de que se quita temporalmente su anillo y los métodos detrás del ataque le son explicados.
- Gracias a un nanorrobot inyectado en la oreja, Wonder Woman se encuentra atrapada en una batalla de realidad virtual contra un oponente al que no puede derrotar e igual a ella en todos los sentidos. Su negativa a rendirse bajo ninguna circunstancia finalmente haría que su corazón fallase. El nanorrobot es eliminado por Plastic Man después de recuperarse de su propio ataque.
- Una "vibra-bala" diseñada especialmente golpea a Flash en la parte posterior del cuello, lo que le hace sufrir ataques epilépticos a la velocidad de la luz antes de ser eliminada por la visión de calor de Superman. Aunque sólo es expuesto al arma durante 22 minutos, la velocidad relativista de Wally provoca que crea que su experiencia haya durado meses.
- La piel de Superman se vuelve transparente después de la exposición a la kryptonita roja, una creación artificial de Batman hecha mediante la exposición de una muestra de kryptonita verde a la radiación desarrollada para parar a Superman por un tiempo en lugar de realmente matarlo. Como Superman es alimentado por energía solar, la transparencia de su piel provoca una sobrecarga sensorial por la exposición directa de sus órganos internos a la luz solar sin su piel como un filtro solar apropiado hasta el punto de que puede oír las conversaciones en la Tierra mientras se encuentra en la luna.

El ataque incapacita brevemente pero de forma eficaz a los miembros de la Liga, tiempo suficiente para que Ra's al Ghul lleve a cabo sus planes. Después de que todos se recuperen, la Liga de la Justicia también debe lidiar con el ataque de Ra's al Ghul contra los centros cerebrales del lenguaje de toda la humanidad, con una torre especialmente diseñada para generar una señal de bajo nivel sonoro que causa que el lenguaje escrito sea codificado en un sinsentido total.
El miembro de la Liga que no es blanco de los ataques es Batman. En su lugar, Ra's al Ghul distrae exitosamente a Batman de las ocupaciones de la Liga robando los cuerpos y ataúdes de sus difuntos padres Thomas y Martha Wayne. La búsqueda obsesiva de Batman para recuperar los restos de sus padres lo deja incapaz de ayudar a la Liga en su derrota temporal hasta que es demasiado tarde. En el momento en que Batman descubre quién está detrás del robo y ataque posterior, Ra's al Ghul amenaza con arrojar los cadáveres en un pozo de Lázaro que teóricamente los reviviría. Pero a pesar de ser brevemente tentado por la oportunidad, Batman rechaza la oferta puesto que él preferiría ser digno de la memoria de sus padres antes que traicionarla de tal forma. El Plan de Ra's al Ghul se intensifica cuando la segunda fase de su ataque entra en juego, codificando no sólo la palabra escrita, sino la palabra hablada también (de modo similar a los hechos que relata la Biblia en la Torre de Babel).
Mientras tanto, los miembros de la Liga se recuperan de sus lesiones y Batman les revela las acciones Ra's al Ghul, lo que provoca mucha fricción entre él y el resto debido a su papel en la elaboración de las trampas que casi los mata. Cuando los efectos de la kryptonita roja desaparecen, Superman es capaz de destruir la máquina que está causando el caos. Ra's al Ghul revela que un agente nervioso mortal está a punto de ser liberado, lo que desataría una guerra entre dos naciones que ya están en conflicto. Mientras Superman, Batman, y más tarde Aquaman, ya recuperado, y J'onn van hacia la base de Ra's; Flash, Linterna Verde, Plastic Man y Wonder Woman son capaces de evitar la liberación de la toxina justo a tiempo gracias a la hija de Ra's al Ghul, Talia, que les proporcionó la ubicación de las bombas, al sentirse disgustada por cómo su padre había usado el conocimiento de Batman para robar sus secretos.
Batman dice que sus planes eran una medida cautelar que ideó después de que la Liga de la Injusticia intercambiara cuerpos con la Liga de la Justicia con la ayuda del tirano extraterrestre Agamemno años atrás (durante el evento Silver Age). Reconociendo los peligros de que los villanos se hiciesen con el control de los héroes, creó mecanismos de seguridad en caso de que esta situación sucediese de nuevo alguna vez, el evento también le inspiró a crear planes para poner fin a los otros héroes si se rebelasen por su cuenta. Debido a las acciones secretas de Batman y a las medidas impuestas contra la JLA, el resto de la Liga vota si debe o no seguir siendo miembro. Wonder Woman, Plastic Man y Aquaman votan su expulsión, ya que sienten que no pueden confiar en Batman después de tal "traición", mientras que Flash, Linterna Verde y Detective Marciano votan en contra ya que reconocen que Batman tenía motivos para su razonamiento para el desarrollo de los planes en primer lugar. Se deja a Superman emitir el voto decisivo. Al entrar en la sala en la que Batman estaba retenido, el equipo se da cuenta de que él ya previó qué decidiría Superman por lo que ya se había ido.

## En otros medios

### Película
- Se anunció en la WonderCon 2011 que la historia se adaptaría como una película directamente para vídeo titulada Justice League: Doom.[1] Fue lanzada el 28 de febrero de 2012.